# روبرت موك
روبرت موك (20 يونيو 1914 - 18 يناير 2005) هو كان مجدف أمريكي، حصل على الميدالية الذهبية في الألعاب الأولمبية الصيفية 1936.